# Carl von Stockhausen
Carl Wilhelm von Stockhausen (* 27. Oktober 1804 in Helminghausen; † 24. August 1889 in Arolsen) war ein deutscher Verwaltungsjurist und Regierungschef in Waldeck-Pyrmont.

## Leben
Von Stockhausen besuchte das Pädagogium in Ilfeld und studierte in Göttingen, Heidelberg und Gießen Rechtswissenschaften. 1827 wurde er Tentamen und Akzessist beim Regierungssekretariat und am 25. März Regierungs- und Konsistorialassessor. Am 29. Oktober 1832 wurde er zum Justizrat, am 1. Januar 1839 zum Regierungs- und Konsistorialrat ernannt. Am 14. April 1842 erhielt er den Titel eines geheimen Justizrats.
Aufgrund der Märzrevolution schied zum 31. März 1848 Ludwig Hagemann als Regierungschef aus, und Carl von Stockhausen führte die Geschäfte als Regierungschef der Regierung von Waldeck-Pyrmont kommissarisch bis zum 23. Juli 1848 weiter. Danach führte Wilhelm Gleisner die Geschäfte kommissarisch weiter.
Vom 4. September bis zum 11. Dezember war er waldeckischer Bevollmächtigter bei der Provisorischen Zentralgewalt in Frankfurt am Main. Er war Prinzengouverneur und Berater der Regentin Fürstin Emma. Am 19. August 1852 erhielt er den Titel eines Wirklichen Geheimen Rates. Ab dem 1. Dezember 1867 war er Leiter der fürstlichen Privatangelegenheiten und der Revenuenverwaltung (die staatliche Verwaltung war gemäß dem Akzessionsvertrag an Preußen übergegangen). Am 27. Dezember 1863 erhielt er den Charakter Exzellenz.